# Жан Астрюк
Жан Астрюк (фр. Jean Astruc; 19 березня 1684 — 5 травня 1766) — французький лікар, більш відомий як один із засновників критичного вивчення біблійного тексту.

## Біографія
Жан Астрюк народився у Франції у місті Сов (Sauve) 19 березня 1684 року. Його батько був гугенот, але ще до видання Нантського едикту перейшов у католицтво.
У XVIII столітті деякі богослови помітили, що в повторюваних оповіданнях, (дві розповіді про Створення, дві розповіді про договір Авраама з Богом, дві історії про одкровення Якова в Бет-Елі і т. д.) в одному випадку Бог називається ім'ям Ягве, а в іншому — Елогім. На підставі цього спостереження Жан Астрюк та німецький професор теології Йоганн Ейгґорн незалежно один від одного виділили з тексту Книги Буття два джерела, за авторством Ягвіста та Елогіста. Жан Астрюк анонімно опублікував своє відкриття 1753 року в місті Брюсселі під назвою «Conjectures sur les mémoires originaux, dont il parait que Moise s'est servi pour composer le livre de la Genè se».
Як лікар, професор медицини Жан Астрюк найбільш відомий опублікованою 1736 року працею, в якій, посилаючись на англійського медика Деніела Тернера (англ. Daniel Turner) засуджує презервативи, відстоюючи думку, що презервативи не дають повного захисту від зараження сифілісом, проте хибне почуття безпеки змушує чоловіків вступати в нерозбірливі статеві зв'язки з сумнівними партнерками. Невдоволені втратою чутливості через використання презервативів, чоловіки потім припиняють їх застосування, але не безладне статеве життя, до якого вони звикли.
Помер Жан Астрюк 5 травня 1766 року у Парижі.